# IC 3612
IC 3612 = IC 3616 ist eine linsenförmige Zwerggalaxie vom Hubble-Typ S? im Sternbild Haar der Berenike. Sie ist schätzungsweise 54 Millionen Lichtjahre von der Milchstraße entfernt.
Das Objekt wurde am 7. Mai 1904 von Royal Harwood Frost entdeckt.